# Nendoroid

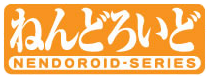
Logo de Nendoroid, creado por Good Smile Company.

Los Nendoroid (ねんどろいど?) son una marca de pequeñas figuras de plástico creadas por la empresa japonesa Good Smile Company. Los Nendoroid son réplicas de los personajes de un anime o manga y son artículos de coleccionista. Suelen ser de unos 10cm de altura, aunque depende del personaje en que están basados. Son hechas en estilo chibi, con una gran cabeza y un cuerpo pequeño, para que tengan un aspecto kawaii. Sus caras y partes del cuerpo son intercambiables, lo que les puede dar un rango variado de expresiones, posturas y objetos que pueden sujetar. El primer Nendoroid se lanzó en abril de 2006.
Las figuras Nendoroid se han hecho con personajes de series tales como Kannagi, Lucky Star, Death Note, K-ON!, Suzumiya Haruhi no Yūutsu, Fate/stay night y Black Rock Shooter, así como personajes del software sintetizador Vocaloid y de juegos populares como Touhou Project y Brawl Stars de Supercell
"Nendo" es la palabra japonesa para arcilla o plastilina.

## Series
- Nendoroid
- Nendoroid Plus
  - Charm Netsuke
  - Plushie Series
- Nendoroid Puchi/Petite
- Nendoroid Play Set

### Nendoroid Play Set
Los Nendoroid Play Set es una serie especial, el cual no contiene figuras, sino decorados y escenarios. Están construidos por Phat y distribuidos por Good Smile Company. Hay un total de cuatro sets.
1. "School Life Set A / B"[3][4] (Lanzado en diciembre de 2008)
2. "Japanese Life Set A / B"[5][6] (Lanzado en junio de 2009)
3. "Cultural Festival Set A / B"[7][8] (Lanzado en junio de 2010)
4. "Western Set A / B"[9][10] (Lanzado en abril de 2011)

## Videojuego
Un RPG basado en las figuras de Nendoroid, llamado Nendoroid Generation (ねんどろいど じぇねれ～しょん Nendoroido Jenareshon?), está siendo desarrollado por Bandai Namco Games, Good Smile Company y Banpresto para la PlayStation Portable. El juego contiene personajes de Black Rock Shooter, Suzumiya Haruhi no Yūutsu, Dog Days, Magical Girl Lyrical Nanoha y Fate/stay night.